# Брановицкий, Евгений Викторович
Евгений Викторович Брановицкий (15 мая 1981, Солигорск, Минская область) — белорусский футболист, центральный защитник.

## Биография
Воспитанник солигорской СДЮСШОР № 1, первый тренер — А. А. Мазаев. В 1998 году перешёл в минский РУОР, где поначалу играл в юношеских соревнованиях, а в 1999 году дебютировал во второй лиге. В 2000 году играл за «Беларуськалий» (Солигорск), также во второй лиге.
В 2001 году перешёл в ведущую команду своего города — «Шахтёр» и в первом сезоне провёл 8 матчей в высшей лиге. Однако затем потерял место в составе, в 2002 году сыграл 3 матча за основной состав, в двух следующих сезонах — ни одного. Часть сезона 2003 года провёл на правах аренды в БАТЭ, но за основную команду сыграл только 2 матча в Кубке Белоруссии.
Летом 2004 года перешёл в украинский клуб «Ворскла». Дебютный матч в чемпионате Украины сыграл 29 августа 2004 года против «Закарпатья». Всего в осенней части сезона 2004/05 сыграл 5 матчей, после чего покинул клуб.
В 2005 году играл за аутсайдера высшей лиги Белоруссии «Славия-Мозырь», затем перешёл в клуб второго дивизиона Польши «Хеко» (Чермно). Летом 2006 года перешёл в «Минск», с которым дважды побеждал в первой лиге (2006, 2008) и один раз вылетел из высшей лиги. В 2010 году играл за жодинское «Торпедо» и стал финалистом Кубка Белоруссии 2009/10, но после летнего трансферного окна выпал из состава.
С 2011 года до конца карьеры выступал за клубы первой лиги — «Городея», «СКВИЧ» (Минск), «Ведрич» (Речица), «Химик» (Светлогорск).
Всего в высшей лиге Белоруссии сыграл 53 матча и забил 3 гола. В первой лиге — более 100 матчей.
Провёл один матч за молодёжную сборную Белоруссии — 5 октября 2001 года против ровесников из Уэльса (2:1).
После окончания профессиональной карьеры играл на любительском уровне. В составе клуба «Химик-Беларуськалий» (Солигорск) — серебряный призёр чемпионата Минской области 2016 года и лучший игрок чемпионата. В составе «Горняка» (Солигорск) — обладатель Кубка Минской области 2018 года.

## Достижения
- Финалист Кубка Белоруссии: 2009/10
- Бронзовый призёр чемпионата Белоруссии: 2002
- Победитель первой лиги Белоруссии: 2006, 2008